# جبع (القدس)
جبع هي قرية فلسطينية تتبع محافظة القدس وتبعد عنها مسافة 9 كم على ارتفاع 664 متر عن سطح البحر. تبلغ مساحة أراضي القرية 13624 دونم. وتحيط بأراضي القرية أراضي قرى مخماس، وعناتا، وحزما، والرام. يبلغ عدد سكان القرية ما يقارب 4300  نسمة.

## سبب التسمية
يعود أصل كلمة جبع إلى اللغة الآرامية وتعني التل المرتفع ويعود تاريخ إنشاء القرية إلى ما يقارب ثلاثة آلاف سنة.
يعود أصل سكان قرية جبع من الجزيرة العربية.

## نبذة تاريخية
تقوم قرية جبع على أنقاض قرية جبع الكنعانية التي تعني بالكنعانية (أكمة) أي (التل)، وذكرها الصليبيون في العصور الوسطى. بالقرب من البرج الروماني، بنيت القرية القديمة على الطراز المعماري المنتشر في جميع أنحاء فلسطين خلال أواخر العهد العثماني.

## المؤسسات

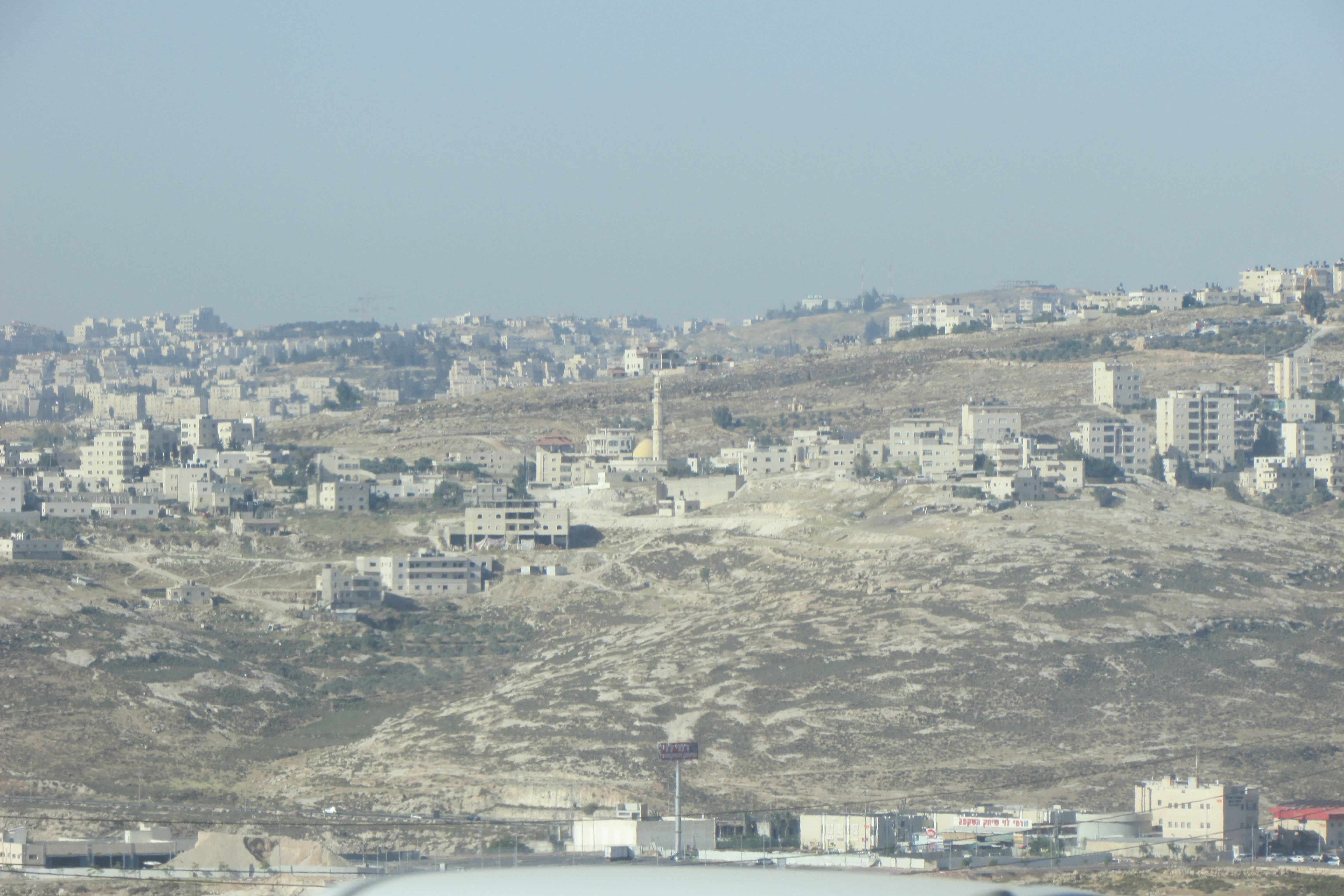
قرية جبع في القدس

يوجد في جبع ثلاث مدارس: مدرسة ذكور جبع الثانوية، مدرسة بنات جبع الثانوية، مدرسة جبع المختلطة.
وكما يوجد فيها ثلاثة مساجد: مسجد عثمان بن عفان، مسجد زيد بن حارثة، ومسجد الأتقياء. وتتوفر في جبع بعض المراكز الصحية كمركز الأمومة والطفولة، إضافة إلى عيادة طبية تشرف عليها الجهات الحكومية، وأخرى خاصة.

## الأماكن الأثرية والدينية
- القلعة الرومانية
- بركة رومانية
- المسار الصوفي
- مصنع الزجاج
- مسجد زيد بن حارثة
- مسجد الأتقياء
- مسجد عثمان بن عفان

## التاريخ
تم العثور في القرية على قطع خزفية من العصر البيزنطي.

### العصر العثماني
في عام 1517م دخلت القرية ضمن الإمبراطورية العثمانية مثل باقي المدن الفلسطينية ،في سجلات الضرائب لعام 1596م ظهرت بإسم جبع، وتقع في ناحية القدس التابعة للواء القدس . بلغ عدد السكان 51 أسرة . كانوا يدفعون ضريبة ثابتة قدرها 33.3% على المنتجات الزراعية، مثل القمح والشعير وأشجار الزيتون وأشجار الفاكهة والماعز وخلايا النحل، بالإضافة إلى الإيرادات العرضية؛ بإجمالي 9442 قرشًا . 1/6 من الإيرادات ذهبت إلى وقف خيري إسلامي. 
في عام 1838، كانت قرية إسلامية ، تقع في المنطقة الواقعة مباشرة شمال القدس. وفي ذلك العام أشار روبنسون إلى أنها قرية صغيرة ونصفها في حالة خراب. ويوجد في القرية حجارة كبيرة تشير إلى العصور القديمة. كما لاحظ أيضًا مبنى صغيرًا، يبدو وكأنه كنيسة قديمة، وبرجًا مربعًا. اعتقد روبنسون أن جبع هي جبعة القديمة ولكن معظم العلماء اليوم يحددونها بتل الفول.
في عام 1863، لاحظ غيران ثلاثون منزلًا فقط لا تزال قائمة. وفي أعلى نقطة من الهضبة التي تقع عليها القرية، يوجد حصن صغير أو برج، بُنيت مجاريه السفلية، إن لم تكن قديمة، على الأقل من حجارة عتيقة. وتُظهر الصهاريج والكهوف المحفورة في الصخر قدم المكان. كما يوجد جدار قديم من حجارة مربعة كبيرة، لم يبقَ منه سوى آثار قليلة. وقد وجدت قائمة قرى عثمانية تعود إلى حوالي عام 1870 أن عدد سكان القرية كان 100 نسمة، في ٣٥ منزلًا، مع أن تعداد السكان لم يشمل سوى الرجال.
في عام 1883، وصف مسح مؤسسة أبحاث فلسطين ( PEF ) لفلسطين الغربية بأنها "قرية متوسطة الحجم تقع على تلة صخرية. على الشمال يوجد واد عميق (وادي سوينيت) وعلى الجنوب تنخفض الأرض بشكل أقل حدة، ولكنها صخرية للغاية، على الغرب يكون التلال مسطحًا وعلى الشرق يوجد سهل يمتد لحوالي 1 1/2 ميل، وعرضه حوالي 1/2 ميل شمالًا وجنوبًا. هذا السهل عبارة عن أرض مفتوحة صالحة للزراعة، وتمتد إلى حافة المنحدرات الشديدة في الشمال. القرية لديها كهوف في الأسفل، عند سفح التل وهناك أشجار زيتون في الغرب والشمال والجنوب. يوجد في القرية منزل مرتفع في المنتصف يشبه البرج.
في عام 1896 قُدِّر عدد سكان جبع 204 شخصًا.

### عصر الإنتداب البريطاني
في تعداد فلسطين عام 1922 الذي أجرته سلطات الانتداب البريطاني ، بلغ عدد سكان جبع 229 نسمة، وارتفع في تعداد عام 1931 إلى 286 نسمة، في 53 منزلاً مأهولاً بالسكان.
في إحصاءات عام 1945 بلغ عدد سكان جبع 350 مسلمًا  ومساحة الأرض 13407 دونمًا ، وفقًا لمسح رسمي للأراضي والسكان. ومن هذه المساحة، كان 282 دونمًا من المزارع والأراضي المروية، و3794 دونمًا تستخدم لزراعة الحبوب،  في حين كان 24 دونمًا من الأراضي المبنية.

### العصر الإردني
بعد النكبة الفلسطينية عام 1948، وبعد اتفاقيات الهدنة عام 1949، أصبحت جبع تحت الحكم الأردني.
حسب تعداد السكان الأردني لعام 1961 أن عدد سكان جبع يبلغ 415 نسمة.

### ما بعد 1967
منذ حرب الأيام الستة عام 1967، أصبحت قرية جبع تحت الاحتلال الإسرائيلي. تم تصنيف حوالي 5% من أراضي القرية ضمن المنطقة ب ، والـ 95% المتبقية ضمن المنطقة ج . صادرت إسرائيل أراضي القرية لبناء مستوطنتين إسرائيليتين و 1139 دونمًا لمستوطنة جيفاع بن يامين ، و545 دونمًا لمستوطنة شيعر بن يامين ، بالإضافة إلى بناء نقطة تفتيش عسكرية، مع مصادرة أراضٍ إضافية للجدار الإسرائيلي في الضفة الغربية.
بلغ عدد السكان في تعداد عام 1967 الذي أجرته السلطات الإسرائيلية 546 نسمة.